# Coach Carter
Coach Carter (en español: Entrenador Carter) es una película estadounidense de drama, dirigida por Thomas Carter, estrenada en 2005, y protagonizada por Samuel L. Jackson, Debbi Morgan, Rob Brown, Robert Richard y Ashanti.
Esta película está basada en la historia real del entrenador de baloncesto del Richmond High School, Ken Carter. Un hombre que se hizo cargo del descarrilado equipo de los Richmond Oilers y lo convirtió no solo en un equipo ganador, sino también en un grupo de jóvenes con un futuro académico y alejado de las calles, utilizando unos métodos poco convencionales y muy estrictos.
Coach Carter es una mezcla entre película deportiva y una película de denuncia social que es una crítica, entre muchas otras cosas, del sistema educativo de Estados Unidos. Este film fomenta la disciplina, a veces prácticamente militar, y la educación.

## Argumento
Ken Carter aceptó el trabajo como entrenador del equipo de baloncesto juvenil Richmond Oilers, en su vieja escuela de Richmond High School, después de haber sido el plusmarquista del equipo. Tomando el relevo de entrenador White, Carter se entera de que los miembros del equipo son groseros e irrespetuosos. Él los hace firmar contratos individuales, dándoles instrucciones para que asistan a sus clases y mantengan un promedio académico de 2.3 (aunque los locales a los estudiantes de grado medio tienen la obligación mantener un 2.0). Carter también le pide al personal de la escuela que le entreguen informes sobre la asistencia de los jugadores. Sin embargo, tres jugadores, entre ellos Timo Cruz, se niegan a seguir el contrato y abandonan el equipo. Carter entrena al equipo, imponiendo una estricta disciplina, lo que les permite ganar su primer partido. El hijo del entrenador (Carter), Damien, se une al equipo, después de abandonar la escuela San Francisco para así poder jugar con su padre.
Su compañero de equipo Kenyon Stone se esfuerza por llegar a un acuerdo con su novia Kyra, que está embarazada y, finalmente, se separa de ella, ya que no creía ser capaz de jugar baloncesto, estudiar para ir a la universidad y ser un padre al mismo tiempo. Su relación se explora a lo largo de la película. Cruz intenta volver a unirse al equipo de baloncesto después de verlos en su último partido, pero Carter le recuerda que, si quiere volver, le "debe" 2500 flexiones y 1000 "suicidios", y tenía hasta el viernes para completar esta rutina. A pesar de que Cruz intenta con todas sus fuerzas, no logra completarla, pero sus compañeros terminan de hacer la tarea que el entrenador le había asignado a Cruz para que pudiera regresar al equipo. Carter continúa educando a los jugadores, enseñándoles el respeto hacia los demás. El equipo finalmente gana un torneo, y son invitados a una fiesta en una mansión de un barrio rico. Carter se da cuenta de que se fueron del hotel donde se hospedaban, y llega a la fiesta donde se los lleva de regreso esa misma noche. El enfurecido Carter regresa a su oficina y observa en los informes de progreso que le enviaron los profesores que sus jugadores han estado faltando a clases.
Como consecuencia, Carter clausura el gimnasio, y suspende los entrenamientos de baloncesto hasta que el equipo haya mejorado sus calificaciones. Esto provocó la indignación de los poblantes, que le exigen a Carter que termine con la clausura, y llegan a agredirlo. Cruz deja el equipo otra vez, y vuelve al tráfico de drogas con su primo Renny, solo para presenciar como su primo es abatido a tiros y muere. El chico, desconsolado y confundido, acude a la casa del entrenador Carter, quien, al ver la desolación de Cruz, le permite volver. El consejo escolar se enfrenta a Carter, quien justifica sus acciones, explicando que quiere darle a su equipo la oportunidad y la opción para la educación superior para que no recurran a la delincuencia. La junta, salvo la guarnición principal y presidenta vota para poner fin a la clausura. Debido a la situación Carter renunciaría a su cargo como entrenador.
Cuando Carter fue a recoger sus pertenencias se encontró con la sorpresa de que el equipo se encontraba estudiando en el gimnasio, sin ganas de jugar baloncesto. Cruz revela a Carter su miedo más profundo, que Carter le pidió que le dijera en varias ocasiones en la película: es no poder cumplir con su verdadero potencial, según una cita de Marianne Williamson. Finalmente, los jugadores mejoran sus calificaciones y se les permite jugar al baloncesto otra vez. Kenyon se reúne con Kyra, quien abortó. El equipo juega en los playoffs de la escuela secundaria, con Saint Francis, uno de los mejores equipos del estado, como primer rival. El equipo finalmente pierde, pero se siente orgulloso con lo que han logrado. El final revela que seis de los jugadores como Jason, Damien, Cruz y Kenyon han ido a la universidad y se han graduado.

## Reparto
- Samuel L. Jackson como entrenador Ken Ray Carter.
- Rob Brown como Kenyon Stone.
- Robert Ri'chard como Damien Carter.
- Rick Gonzalez como Timo Cruz.
- Nana Gbewonyo como Junior Battle.
- Antwon Tanner como Jaron 'Worm' Willis.
- Channing Tatum como Jason Lyle.
- Ashanti (cantante) como Kyra.
- Texas Battle como Maddux.
- Denise Dowse como Directora Garrison.
- Vincent Laresca como Renny.
- Debbi Morgan como Tonya Carter.
- Mel Winkler como Entrenador White.
- Sidney Faison como Ty Crane.
- Octavia Spencer como Willa Battle.
- Adrienne Bailon como Dominique.

## Producción
Para conseguir recrear toda la emoción de un partido real se utilizaron para las escenas de los partidos tres o cuatro cámaras y numerosos extras distribuidos en las gradas.